# All I Know So Far
All I Know So Far (englisch für „Alles, was ich bisher weiß“) ist ein Lied der US-amerikanischen Popsängerin Pink aus dem Jahr 2021.

## Entstehung und Veröffentlichung
Das Lied wurde von der Interpretin Alecia Moore (Pink) selbst, zusammen mit den Koautoren Benj Pasek und Justin Paul, geschrieben beziehungsweise komponiert. Für die Produktion zeichnete Greg Kurstin verantwortlich.
Die Erstveröffentlichung von All I Know So Far erfolgte als Single am 7. Mai 2021 bei RCA Records. Diese erschien als digitaler Einzeltrack zum Download und Streaming (Katalognummer: 88644917365). Am 21. Mai 2021 erschien das Lied als Teil von Pinks zweiten Livealbum All I Know So Far: Setlist (Katalognummer: 19439889742), dessen zweite Singleauskopplung es ist. Im Juli 2021 erschien zudem eine Remix-EP zu All I Know So Far, mit vier verschiedenen Remixversionen des Liedes (Katalognummer: 88644936554).

## Musikvideo
Das Musikvideo entstand unter der Regie von Dave Meyers sowie unter der Mitwirkung von Pinks Ehemann Carey Hart und ihrer gemeinsamen Tochter Willow Sage Hart. Bis Januar 2025 zählte es über 38 Millionen Aufrufe auf der Videoplattform YouTube.

## Kommerzieller Erfolg

### Chartplatzierungen
| ChartsChartplatzierungen       | Höchstplatzierung | Wochen |
| ------------------------------ | ----------------- | ------ |
| Deutschland (GfK)              | 75 (1 Wo.)        | 1      |
| Österreich (Ö3)                | 68 (1 Wo.)        | 1      |
| Schweiz (IFPI)                 | 48 (1 Wo.)        | 1      |
| Vereinigte Staaten (Billboard) | 74 (5 Wo.)        | 5      |
| Vereinigtes Königreich (OCC)   | 39 (18 Wo.)       | 18     |

### Auszeichnungen für Musikverkäufe
| Land/Region                  | Auszeichnungen für Musikverkäufe (Land/Region, Auszeichnung, Verkäufe) | Verkäufe |
| ---------------------------- | ---------------------------------------------------------------------- | -------- |
| Australien (ARIA)            | Platin                                                                 | 70.000   |
| Kanada (MC)                  | Platin                                                                 | 80.000   |
| Neuseeland (RMNZ)            | Gold                                                                   | 15.000   |
| Vereinigtes Königreich (BPI) | Gold                                                                   | 400.000  |
| Insgesamt                    | 2× Gold · 2× Platin ·                                                  | 565.000  |

Hauptartikel: Pink (Musikerin)/Auszeichnungen für Musikverkäufe